# Nagin Cox

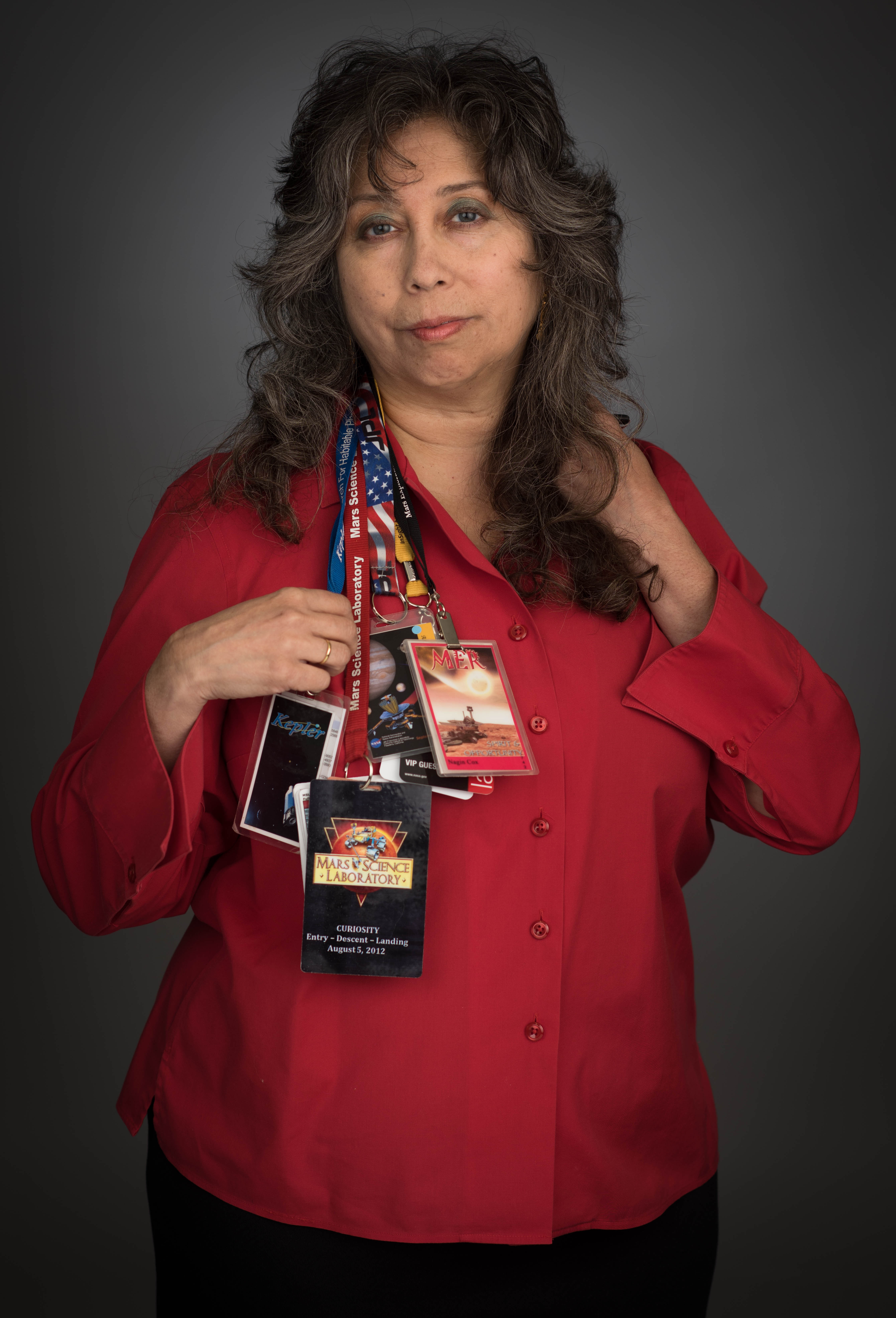
Cox 2018

Trayectoria de la sonda Galileo donde ha participado Nagin Cox

Nagin Cox (Bangalore, India, 1965) es una ingeniera aeroespacial que trabaja en el Jet Propulsion Laboratory de la NASA.
Creció en Kansas City, Kansas, y Kuala Lumpur, Malasia, y quiso trabajar en el Jet Propulsion Laboratory desde que era una adolescente. Sus experiencias dentro del mundo musulmán le mostraron que la gente tiene tendencia a separar por sexos, razas y nacionalidades, y quiso hacer algo que le permitiera unir a la gente en lugar de dividirla. El Programa Espacial nos obliga a mirar hacia el cielo y ver el mundo como uno solo.
Nagin se graduó en la Universidad de Cornell y obtuvo el máster en Investigación Operacional e Ingeniería Industrial y en Psicología, y trabajó como oficial de la Fuerza Aérea de los Estados Unidos. Cox ha hecho realidad el sueño de infancia y ha trabajado como ingeniera de naves espaciales del NASA/JPL durante 20 años. Trabajó también en el entrenamiento aéreo de la tripulación del caza F-16 y recibió el grado de máster en Ingeniería de Sistemas de Operaciones Espaciales del Instituto de Tecnología de la Fuerza Aérea. Ha trabajado en las misiones de la sonda Galileo, enviada a Júpiter, y de Kepler, especializada en la búsqueda de exoplanetas, y con los robots exploradores de Marte: la misión Mars Exploration Rovers y Rover Curiosity.
En el año 2015 descubrió el asteroide 14061, llamado Nagincox en honor suyo. El año siguiente, fue invitada a dar una conferencia sobre las misiones a Marte y cómo la diferencia en los tiempos de rotación de Marte, 40 minutos más largo que en la Tierra, afecta al trabajo diario del equipo
Ha recibido las medallas: NASA Exceptional Service Medal y NASA Exceptional Achievement Medals.

## Enlaces
- Blog de Nagin Cox

- Perfil Twitter

- Datos: Q28678622
- Multimedia: Nagin Cox / Q28678622